# Sociedad Deportiva Indautxu
La Sociedad Deportiva Indautxu, un tempo chiamato anche Indauchu, è una società calcistica con sede nell'omonimo quartiere a Bilbao, nei Paesi Baschi, in Spagna. Gioca nella División de Honor, il quinto livello del campionato spagnolo.
Nonostante attualmente sia relegato nelle categorie regionali dei Paesi Baschi, è considerato un club storico del calcio spagnolo, in quanto ha numerosi trascorsi nelle categorie nazionali, nelle quali ha militato fino alla stagione 2005-2006.
Oltre al calcio, il club promuove altri sport quali boxe e nuoto.

## Palmarès

### Competizioni nazionali
- Tercera División: 1

1967-1968

### Altri piazzamenti
- Segunda División:

Terzo posto: 1956-1957 (gruppo I), 1958-1959 (gruppo I)

## Statistiche

### Partecipazioni ai campionati
- 1ª División: 0 stagioni
- 2ª División: 13 stagioni
- 2ª División B: 0 stagioni
- 3ª División: 18 stagioni
- Miglior piazzamento in campionato: 3º (Segunda División, stagioni 1956-57 e 1958-59).